# Pasta di pane

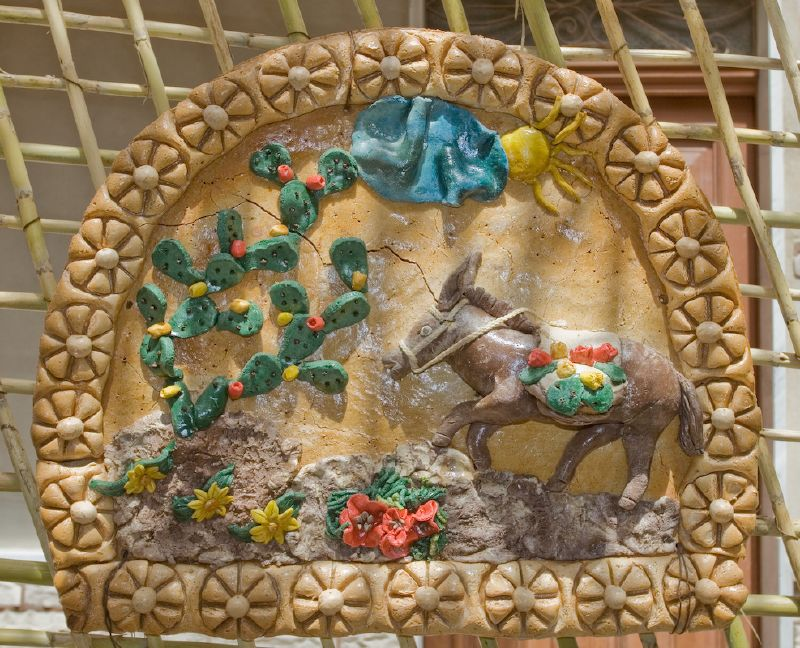
Archi di Pasqua di Pasta di pane

La pasta di pane è una pasta modellabile, simile alla pasta di sale. È utilizzata per creare semplici complementi d'arredo.
La ricetta della pasta di pane prevede di impastare in una ciotola una decina di fette di pane da tramezzino sbriciolate con colla vinilica. È possibile aggiungere ingredienti per rendere più solida e brillante la pasta, per esempio la polvere di ceramica.
Per colorare gli oggetti creati è possibile inserire nella pasta pronta del colore acrilico o a olio.
La pasta è conservabile nei sacchetti in tetrapak.